# كاتالين كوفاتش
كاتالين كوفاتش (Katalin Kovács) (29 فبراير 1976 - )، هي لاعبة أولمبية لرياضة كانو-كاياك من المجر. شاركت في الأولمبياد الصيفي في 2000–2012، وفازت بما مجموعه 8 ميداليات.

## الميداليات
| ذهب | فضة | برونز | المجموع |
| 3   | 5   | 0     | 8       |

## روابط خارجية
- كاتالين كوفاتش على موقع الاتحاد الدولي للكانو (الإنجليزية)
- كاتالين كوفاتش على موقع اللجنة الأولمبية الدولية (الإنجليزية)
- كاتالين كوفاتش على موقع أوليمبيديا (الإنجليزية)